# De gröna (Österrike)
De gröna (tyska: Die Grünen – Die grüne Alternative) är ett politiskt parti i Österrike, bildat 1986 genom samgående av de två miljöpartierna Vereinte Grüne Österreichs och Alternative Liste Österreichs. Vid valet till nationalrådet 1986 fick den gröna listan, ”Die Grüne Alternative – Liste Freda-Meissner-Blau”, 4,8 procent av rösterna och lyckades därmed att ta sig in i nationalrådet.
Under följande decennier ökade väljarstödet och nådde som mest 12,4 procent i nationalrådsvalet 2013. Förre talespersonen Alexander Van der Bellen valdes 2016 till förbundspresident. Efter över 30 år i nationalrådet åkte partiet ur i nationalrådsvalet 2017, då partiet hamnade strax under fyraprocentspärren. En bidragande anledning var dels att Peter Pilz lämnade partiet i protest och grundade sitt eget parti, Peter Pilz lista, strax före valet och dels att ungdomsförbundet lämnade partiet. I nationalrådsvalet 2019 uppnådde De gröna sitt bästa resultat någonsin och fick 13,9 procent av rösterna.

## Valresultat
| Val  | Andel        | Mandat   | Ref    |
| ---- | ------------ | -------- | ------ |
| 1986 | 4,8 procent  | 8 / 183  | [ 1 ]  |
| 1990 | 4,8 procent  | 10 / 183 | [ 2 ]  |
| 1994 | 7,3 procent  | 13 / 183 | [ 3 ]  |
| 1995 | 4,8 procent  | 9 / 183  | [ 4 ]  |
| 1999 | 7,4 procent  | 14 / 183 | [ 5 ]  |
| 2002 | 9,5 procent  | 17 / 183 | [ 6 ]  |
| 2006 | 11,0 procent | 21 / 183 | [ 7 ]  |
| 2008 | 10,4 procent | 20 / 183 | [ 8 ]  |
| 2013 | 12,4 procent | 24 / 183 | [ 9 ]  |
| 2017 | 3,8 procent  | 0 / 183  | [ 10 ] |
| 2019 | 13,9 procent | 26 / 183 | [ 11 ] |

| Val  | Andel        | Mandat | Ref    |
| ---- | ------------ | ------ | ------ |
| 1996 | 6,8 procent  | 1 / 21 | [ 12 ] |
| 1999 | 9,3 procent  | 2 / 21 | [ 13 ] |
| 2004 | 12,9 procent | 2 / 18 | [ 14 ] |
| 2009 | 9,9 procent  | 2 / 17 | [ 15 ] |
| 2014 | 14,5 procent | 3 / 18 | [ 16 ] |
| 2019 | 14,1 procent | 2 / 18 | [ 17 ] |

## Talespersoner
- 1986–1988: Freda Meissner-Blau
- 1988–1992: Johannes Voggenhuber
- 1992–1994: Peter Pilz
- 1994–1995: Madeleine Petrovic
- 1995–1997: Christoph Chorherr
- 1997–2008: Alexander Van der Bellen
- 2008–2017: Eva Glawischnig
- 2017–2017: Ingrid Felipe
- sedan 2017: Werner Kogler